# Ma part du gâteau
Pour plus de détails, voir Fiche technique et Distribution.
Ma part du gâteau est un film français sorti le 16 mars 2011, réalisé par Cédric Klapisch, dont c'est le dixième long-métrage.

## Synopsis
France, divorcée et mère de trois filles à Dunkerque, se retrouve au chômage quand ferme l'usine dans laquelle elle a travaillé vingt ans comme ouvrière. Elle part chercher un travail à Paris, où elle se fait embaucher comme femme de ménage chez un trader. Peu à peu elle se rend indispensable à cet homme incapable de s'occuper de son fils quand son ex-compagne le lui confie. France tâche de comprendre cet homme extrêmement différent d'elle, jusqu'au jour où ils se rendent compte qu'il est responsable de la faillite de son ancienne entreprise.

## Fiche technique
- Titre : Ma part du gâteau
- Titre international : My Piece of the Pie
- Réalisation et scénario : Cédric Klapisch
- Costume : Anne Schotte
- Photo : Christophe Beaucarne
- Montage : Francine Sandberg
- Musique  : Loïk Dury, Emmanuel D'Orlando (orchestration), Robert Burke et Christophe Minck
- Directeur artistique : Stanislas Reydellet
- Décors : Marie Cheminal
- Cascades : Daniel Vérité, Julien Vérité et Dominique Fouassier
- Directeur de production : Nicolas Royer
- Producteur exécutifs : Simona Ferraro et Caroline Levy
- Producteur : Bruno Lévy et Cédric Klapisch
- Budget : 7,81 M€[1]
- Banque : Neuflize OBC
- Sociétés de production : Studiocanal, France 2 Cinéma, Ce qui me meut, Move Movie et le CRRAV
- Soutiens à la production : Canal+, CinéCinéma, France Télévisions, la Banque Postale Image 4 et la région Nord-Pas-De-Calais
- Sociétés de distribution : Studiocanal (France et  Allemagne), Frenetic Films (de)[2]( Suisse), Film1 (en)( Pays-Bas), IFC Films( États-Unis) et Madman Entertainment ( Australie)
- Pays d'origine :  France
- Langue originale : français
- Format : couleur - 35mm - D-Cinema - Kodak - Zeiss - Canon - Arri - 2,35:1 - anamorphique
- Son : Dolby Digital et DTS
- Postproduction : Laboratoire Éclair
- Durée : 109 minutes
- Genre : comédie dramatique
- Dates de sortie :
  - France : 16 mars 2011 (cinéma) ; 23 août 2011 (DVD/Blu-ray) ; 16 mars 2011 (VOD)

## Distribution
- Karin Viard : France
- Gilles Lellouche : « Steve » (Stéphane)
- Audrey Lamy : Josy
- Jean-Pierre Martins : JP
- Marine Vacth : Tessa, le mannequin photo
- Zinedine Soualem : Ahmed
- Raphaële Godin : Mélody
- Tim Pigott-Smith : Mr. Brown
- Lunis Sakji : Alban
- Fred Ulysse : le père de France
- Kevin Bishop : Nick
- Flavie Bataille : Lucie
- Philippe Lefebvre : le PDG dans la fête
- Alex Lutz : homme important 1
- Edwin Krüger : homme important 2
- Flannan Obé : le traiteur
- Juliette Navin-Bardin : Julie, l'analyste financière
- Camille Zouaoui : Jessica
- Adrienne Vereecke : Mallaury
- Guillaume Ranson : Jérémie
- Xavier Alcan : le financier humaniste
- Xavier Mathieu : André, le syndicaliste
- Cédric Klapisch : l'homme qui attend le bus au début
- Vénus Boone : Geneviève la soubrette
- Rémi Gillodts  : Rémi
- Évelyne Dekoninck  : la voisine
- Bernard Debreyne  : le beau-frère
- Abderrahmane Houfani  : Sofiane
- Sophie Watrelot  : copine Lucie
- Andrew Price  : serveur Londres
- Sandrine Drezen Conchillo  : Sandrine, la syndicaliste
- Michel Masiero  : Jean-Claude, le syndicaliste
- Haby Diarra  : copine Jessica
- Jean-Benoît Lengeley  : JB
- Édeline Dufly  : fille anniversaire
- Husky Kihal  : Georges, l'ex-mari de France
- Alessandro Cecchini  : le photographe de mode
- Lucie Desclozeaux  : la nounou d'Alban
- Suzanne Von Aichinger  : la danseuse soirée Steve
- Mariame N'Diaye  : Aminata
- Liza Manili  : la Baby-sitter à Paris
- Emily Head  : la Baby-sitter Londres
- James Puddephatt  : l'officier de police
- John Vernon  : le routier anglais
- Hervé Degunst  : le douanier
- Eric Paul  : le capitaine de police
- Jeanne Millet  :
- Aline Nolasco  : Katia (scène coupée au montage)
- Magdalena Malina  : Nastya (non créditée)

## Lieux de tournage
- France[3]
  - Calais[4] (port)
  - La Défense[5] (quartier du Faubourg de l'Arche, esplanade de la Défense et la tour Cœur Défense)
  - Dunkerque[6] (raffinerie des Flandres[7], port, hôpital, parc du Laac, quartier des Glacis, le bateau Feu)
  - Loon-Plage : docks
  - Nord : digue du Braek

- - Paris (café 104 rue d'Aubervilliers[8], 19e arrondissement, gare du Nord[9])
- Italie
  - Venise (source : générique)
- Royaume-Uni
  - Londres (la City, restaurant le sKetch[10])
  - Londres (hôtel Mandarin Oriental)

## Bande originale
- Les Rois du monde - Philippe d'Avilla, Damien Sargue et Grégori Baquet -  Roméo et Juliette, de la haine à l'amour.
- The Goo Goo Dancer - The Netherlands.
- How insensitive - Kraked Unit.
- Ah ! Melody - Serge Gainsbourg.
- My One and Only Thrill - Melody Gardot.
- Artichaut - Chinese Man.
- Beijos - DJ Vadim.
- Oh ! Pretty Woman - Bill Dees, Roy Orbison.

## Box-office
- Europe : 1 088 016 entrées[11]

## Distinctions

### Récompenses
- COLCOA Film Festival 2011 : Prix de la Critique - Mention spéciale pour Cédric Klapisch
- Label des spectateurs UGC 2011 pour Cédric Klapisch[réf. nécessaire]

### Nominations et sélections
- Tribeca Film Festival 2011
- Gérard du cinéma 2012 : « Gérard du film tellement riche en sucre, en miel et en guimauve que si t'as le malheur d'avoir pris du pop-corn, t'es sûr de dégueuler dans le seau » pour Cédric Klapisch
- Festival du Film d'Agde[Quand ?] : Les Hérault du Cinéma